# مارک پیتزنر
مارک پیتزنر (انگلیسی: Marc Pfitzner؛ زادهٔ ۲۸ اوت ۱۹۸۴) بازیکن فوتبال اهل آلمان است.
از باشگاه‌هایی که در آن بازی کرده‌است می‌توان به باشگاه فوتبال آینتراخت برانشوایگ اشاره کرد.